# Ilse Rehbein
Ilse Rehbein (* 29. Oktober 1918 in Hamburg; † 4. März 1994) war eine deutsche Schauspielerin, Radiomoderatorin, Hörspiel- und Synchronsprecherin.

## Leben

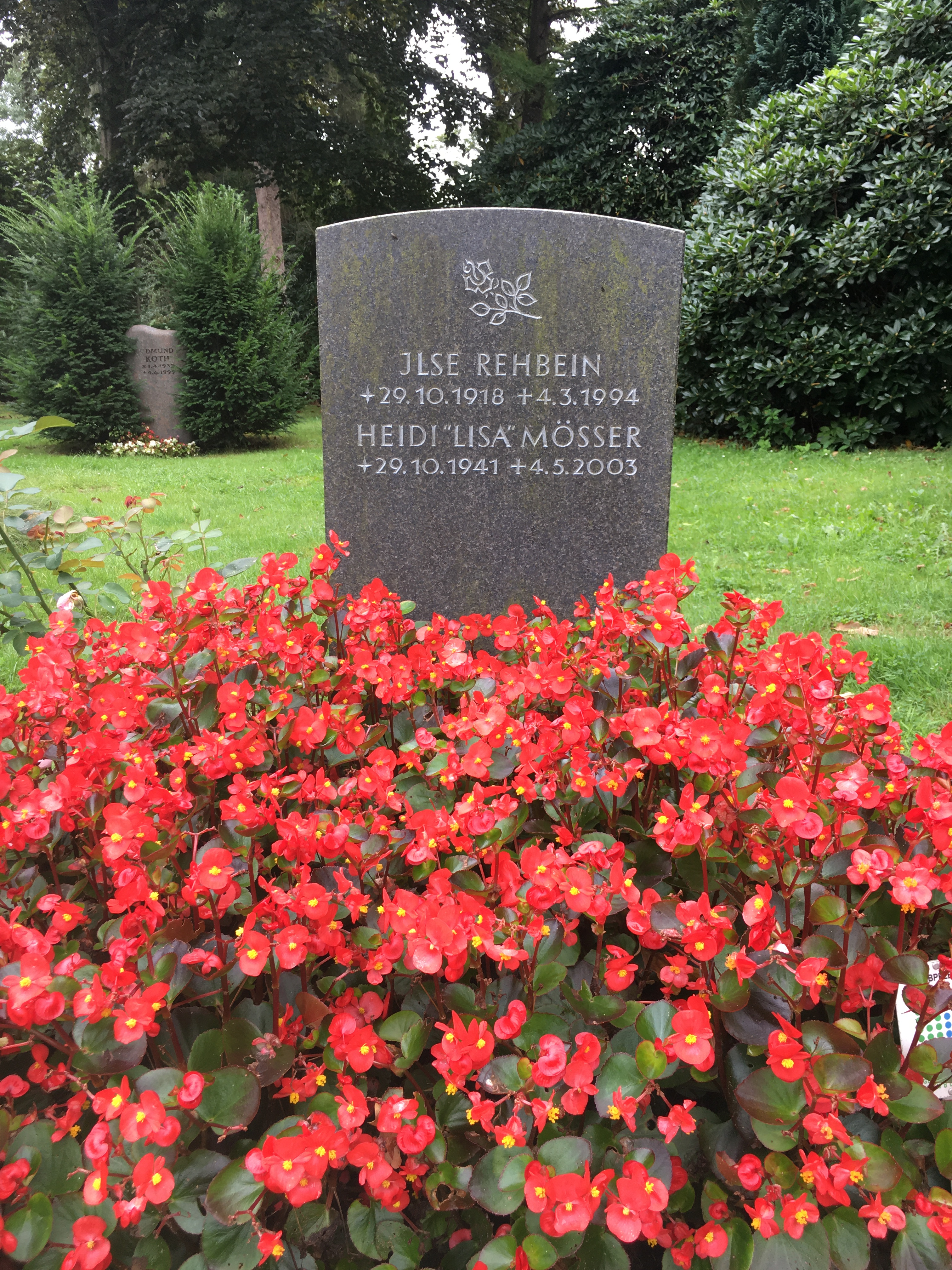
Grabstätte Ilse Rehbein auf dem Friedhof Ohlsdorf

Die Tochter eines Marineoffiziers studierte Schauspiel und Theaterwissenschaften in Hamburg bei Carl-Heinz Schroth. Viele Jahre lang trat sie als Bühnenschauspielerin am Thalia Theater und am Deutschen Schauspielhaus auf.
Ab 1951 arbeitete sie beim NWDR Hamburg und dessen Rechtsnachfolger, dem NDR, als Redakteurin und Moderatorin. So war sie beispielsweise die langjährige Moderatorin der Deutschen Schlagerparade des NDR. Darüber hinaus lieh sie als Synchronsprecherin ihre Stimme zahlreichen international bekannten Schauspielerinnen wie Dulcie Gray in Echo der Liebe, Moyra Fraser in Der Mann, der Rothaarige liebte, Belita in Der Todesreifen, Miriam Karlin in Lockende Tiefe und Amanda Blake in der ersten Synchronphase von Rauchende Colts. Außerdem trat sie gelegentlich in Film- und Fernsehproduktionen auf, beispielsweise in der Reihe Tatort. Bis etwa Mitte der 1980er Jahre moderierte sie die Deutsche Schlagerparade im NDR-Hörfunk.
Ihre letzte Ruhestätte fand Ilse Rehbein in ihrer Geburtsstadt auf dem dortigen Friedhof Ohlsdorf in der Grablage Planquadrat P 29 – 301.
Ilse Rehbein ist nicht zu verwechseln mit der Figur der Sekretärin aus der Krimiserie Der Kommissar, die den gleichen Namen trug.

## Filmografie (Auswahl)
- 1969: Tatort – Exklusiv!
- 1971: Tatort – Der Richter in Weiss

## Hörspiele
- 1951: Ruf mich an – Regie: Hans Gertberg
- 1952: Das dunkle Element – Regie: Detlof Krüger
- 1952: Friedensvertrag – Regie: Detlof Krüger
- 1952: Der Doppelkopf von Trum – Regie: Kurt Reiss
- 1952: John Every oder Wieviel ist der Mensch wert? – Regie: Kurt Reiss
- 1952: Das Gericht zieht sich zur Beratung zurück; Folge: Der 13. März – Regie: Gerd Fricke
- 1952: Das Gericht zieht sich zur Beratung zurück; Folge: Das geheimnisvolle Wertpaket – Regie: Gerd Fricke
- 1952: Stranitzky und der Nationalheld (von Friedrich Dürrenmatt) – Regie: Fritz Schröder-Jahn
- 1970: Tod im Warenhaus – Regie: Hans Rosenhauer
- 1971: Für vier – Regie: Hans Rosenhauer
- 1973: Märchen von einem, der auszog, das Fürchten zu lernen – Regie: Hans Rosenhauer
- 1973: Der Teufel und die Unschuldigen – Regie: Heinz Hostnig

Datum unbekannt:
- Ich mag deine Freunde – Regie: Hans Rosenhauer
- Kinderreime – Regie: Hans Rosenhauer